# Potronayan
Potronayan is een bestuurslaag in het regentschap Boyolali van de provincie Midden-Java, Indonesië. Potronayan telt 5750 inwoners (volkstelling 2010).